# Главан (Старозагорская область)
Главан (болг. Главан) — село в Болгарии. Находится в Старозагорской области, входит в общину Гылыбово. Население составляет 996 человек.

## Политическая ситуация
В местном кметстве Главан, в состав которого входит Главан, должность кмета (старосты) исполняет Диана Милева Мутафчийска (Коммунистическая партия Болгарии (КПБ)) по результатам выборов.
Кмет (мэр) общины Гылыбово — Николай Тонев Колев по результатам выборов.